# Michal Hubínek
Michal Hubínek (ur. 10 listopada 1994) – czeski piłkarz grający na pozycji środkowego pomocnika.